# 生田善子
生田 善子（いくた よしこ、1988年11月26日 - ）は、日本のタレント、女優、声優、漫画原作者。アプトプロ所属。岡山県津山市出身。パフォーマンスユニット「StillAlive」のメンバー。

## 経歴
子供の頃は自分の思っていることをはっきり言えない子供だったという。
凄く欲しいものがあっても、少し欲しそうにするくらいで「なんでなんでっ！買ってよ！」、「買ってくれなきゃここを動かないっ！」といった言っていた記憶もほとんどなかったという。
小学2年生の時、美人で素敵な上級生の先輩がソフトボールのクラブに所属しており、その先輩から偶々「一緒にやろうよ！」と誘われ、舞い上がってしまい、「絶対ソフトボールクラブに入る」と決意していたという。
しかし、母にはっきり言えず、「何かスポーツが習いたい…」とぼんやりした感じで伝えて、その結果、全く興味のなかったバレーボールを習うことになったという。
小学4年生の時、憧れの先輩が地元の小学生だけのミュージカルに出ると聞いて、その舞台を観に行っていたという。
演目は劇団四季の『夢から醒めた夢』で、舞台を観たのは生まれて初めてだったが、感銘を受けたという。帰った後、母に「今日観た舞台に私も出たい！」と言っていたという。
桐朋学園芸術短期大学卒業。
後述するように演劇一筋の学生時代を送り、テレビ出演からグラビア・舞台などを中心に活動する。小劇場での舞台は主演のほか主催、演出、脚本も経験。事務所にきた声優オーディションに合格し、2010年に『閃光のナイトレイド』にて声優デビュー。このため近年では珍しく声優学校などに通ったことがない。
2010年にshock hearts!!という声優ユニットに参加、朗読劇やライブ活動を行っている。
2010年までアイントに所属していた。
2014年7月20日の「TCG『アンジュ・ヴィエルジュ』サマーカップ2014東京大会」で司会の1人を務めていたが、同イベント内にて、『アンジュ・ヴィエルジュ』の公式ユニット『L.I.N.K.s（リンクス）』のメンバーに加入することが発表された。
2017年12月27日、「電撃マオウ」2018年2月号より高校演劇を舞台にした漫画「暗転エピローグ」の原作者を担当。生田が大会に出ていたほどの演劇部出身だった経験を元にし、当時から脚本を書いていたことから編集部がオファーした。

## 人物
特技はピアノ　バレーボール。趣味は舞台鑑賞　絵を描くこと。
嫌いな食べ物は、納豆などネバネバして臭いの強いもの。
『フルハウス』が好きでブログにてしばしば話題にあげている。
『ぽにきゃんぜん部!』でリバ子というニックネームをつけられたが、本人は定着しないと言っており、公式的に呼ばれている「いくたん」か気軽に「よしこ」でいいという推奨発言をしていた。
一人っ子である。

## 出演
太字はメインキャラクター。

### テレビアニメ
2010年
- 閃光のナイトレイド（苑樹雪菜）

2011年
- Zoobles!（キミー、ココ）
- 武装中学生（オペレーターのお姉さん）
- 輪るピングドラム（柏木雪菜）

2012年
- Persona4 the ANIMATION（ナース）
- 松本零士「オズマ」（オルガ副官）

2014年
- 星刻の竜騎士（コゼット・シェリー、女子生徒）
- 47都道府犬R（岡山犬）

2015年
- 対魔導学園35試験小隊（泉堂静）
- ユリ熊嵐（百合ヶ咲るる）

2016年
- アンジュ・ヴィエルジュ（ルビー）
- バッテリー（永倉節子）

2017年
- 喧嘩番長 乙女 -Girl Beats Boys-（金春実）

2018年
- たくのみ。（友達B）
- 実験品家族 -クリーチャーズ・ファミリー・デイズ-（スイシ）
- 逆転裁判 〜その「真実」、異議あり!〜（須々木マコ）

2019年
- 臨死!!江古田ちゃん（テレビの女）
- 八月のシンデレラナイン（女子C、和香の母、泉田京香、向月高校部員）
- KING OF PRISM -Shiny Seven Stars-（女子）
- BEM（ドミニク、ヴィランD）

2020年 
- ぼくのとなりに暗黒破壊神がいます。（最上鈴蘭、女子生徒）
- 八男って、それはないでしょう!（ヨハンナ、カール）
- アルゴナビス from BanG Dream!（女子）

2021年
- 怪物事変（子供）
- オルタンシア・サーガ（コニー、女性、ウェイトレス、招待客、バルデブロンの母）

2024年
- 怪異と乙女と神隠し（桑島麻里）

2025年
- ずたぼろ令嬢は姉の元婚約者に溺愛される（ハンナ）

### Webアニメ
- 超游世界（2017年、モティス[28]）
- メギド72 The short animation 長き戦旅の傍らで（2019年、アスモデウス）

### ゲーム
2011年
- エイカ オンライン エクソダス（デュアルガンナー）
- DIVINE SOUL
- マビノギ英雄伝（ベラ）

2013年
- アンジュ・ヴィエルジュ 〜第2風紀委員 ガールズバトル〜（リゼリッタ、ルビー）
- クロノス・マテリア（プリムラ）

2015年
- 車なごコレクション（NSX〈E-NA1〉、ハリアー、リーフ、ウェイク、フェアレディZ）
- 5人の恋プリンス〜秘密の契約結婚〜（カリン）
- 超銀河秘球 コズミックボール
- LORD of VERMILION ARENA（ドゥクス・ニニナ）

2016年
- オルタンシア・サーガ -蒼の騎士団-（ユリーカ）
- ゴシックは魔法乙女〜さっさと契約しなさい!〜（ダチュラ、ベルジュエル）
- サムライライジング（リンリン）
- シノビナイトメア（サンゴ）

2017年
- 八月のシンデレラナイン（泉田京香）
- ヘルプ!!!恋が丘学園おたすけ部（2017年 - 2018年、松風エイミ、しー）
- メギド72（2017年 - 2023年、アスモデウス、マルバス）

2018年
- 黒騎士と白の魔王（モルジアナ）
- ワンダーグラビティ～ピノと重力使い～（アズサ、オクターブ）
- モン娘☆は～れむ（トリシャ）
- 逆転オセロニア（ペルセポネ）

2019年
- ネルケと伝説の錬金術士たち 〜新たな大地のアトリエ〜（妖精さん）
- ゆめいろファンタジーラテール（サラスヴァティ）

2021年
- アカシッククロニクル（メタルヘッド搭乗者エリー）

2022年
- 機動戦士ガンダム アーセナルベース（テゴナ・オサナメ）

2023年
- サクライグノラムス（珊瑚）

2025年
- みんなのGOLF WORLD（ローズ）

### ドラマCD
- アンジュ・ヴィエルジュ Drama&Songs「繋がる絆」（ルビー[43]）
- 一騎当ちぇん!?（司馬懿仲達）
- 感傷ベクトル Hybrid Album「シアロア」ピクチャードラマ（千波）
- 捨て猫のカルテ（ゆか）
- 星刻の竜騎士 （コゼット・シェリー）
- FLESH&BLOOD11（街人）
- ぺらぶ!（女生徒）
- ぼくのとなりに暗黒破壊神がいます。（最上鈴蘭[44]）

### 吹き替え
- ソロモン・ケーン（2012年、メレディス〈レイチェル・ハード＝ウッド〉）
- レジェンド・オブ・フィスト 怒りの鉄拳（2012年、ビビアン）

### ボイスオーバー
- 歴史を変えたテクノロジー：高層ビル
- 歴史を変えたテクノロジー：航空機

### デジタルコミック
- キトラ【KADOKAWAキトラ公式ボイストゥーン】
  - 青春カフェテリア（2021年、花 他）
  - うちの上司は見た目がいい（2021年、佐々木さん）
  - 三ヶ月前に別れた先輩後輩の話（2021年、宇佐美奈央）
  - message 埜生作品集（2021年、茜）
  - 実録 保育士でこ先生（2021年、園児 他）
  - 現実もたまには嘘をつく（2021年）
  - 二度目の異世界、少年だった彼は年上騎士になり溺愛してくる（2022年、男の子 他[45]）
  - 自称”平凡”な癒しの聖女ですが、王子から婚約者として執着されています（2023年、フローラの母[46]）
- コミックエッセイ劇場【公式】
  - 母親に捨てられて残された子どもの話（2021年、田中ゆき）
  - 自分の顔が嫌すぎて、整形に行った話（2021年、あいるの友達 他）
  - 私の穴がうまらない（2021年、森下 他）
  - 元気になるシカ!（2021年、母）
  - 夫がいても誰かを好きになっていいですか?（2021年、ハル）
  - ほむら先生はたぶんモテない（2021年、女子生徒 他）
- CIELフルールチャンネル
  - 好きにさせてみせるから！（2022年、岩崎 / 2023年、瞬の母）
  - 即席アドリブラバー（2022年、女の子）
  - 晴れのち四季部（2023年、大和の母）

### ラジオ
※はインターネット配信
- 中國卓郎・生田善子・矢澤りえかのダ・ヴィンチラジオ（2011年 - 2012年、ダ・ヴィンチ電子ナビ※）[47]
- 中國卓郎・生田善子・秋山ゆうのダ・ヴィンチラジオ（2012年、ダ・ヴィンチ電子ナビ※）[48]
- ぴこぴこステーション（2012年 - 、中央エフエム）[49]
- 暗転モノローグ〜声優生田善子が高校演劇のマンガの原作者をやったら〜（2018年 - 2019年、超!A&G+※）[50]

### テレビ番組
※はインターネット配信
- 最新ヒット ウエンズデーJ-POP（2008年、NHK）
- ゴールドハウス / 企画レギュラー（2009年 - 、フジテレビ）
- ぽにきゃんぜん部!（2017年 - 2018年、ニコニコ生放送※・音泉※）
- 朝霧友陽と生田善子の『メギラジオ』（2019年 - 、YouTube※）
- アーセナルベース情報局（2022年 - 、YouTube※）

### 映画
- L change the WorLd（2008年2月8日公開）- メイド 役
- ハードライフ〜愛と喧嘩と特攻服〜（2011年4月公開）- 李鈴 役

### 舞台
- amipro×KENPRODUCE「海冥の城 白の姫君[51]」（2009年12月25日 - 27日、北沢タウンホール）
- Shockhearts 「Universe」（2011年8月27日、西日暮里・戸野廣浩司記念劇場）
- 朝倉薫の少女人形舞台「幻奏の宴」（2012年2月25日、渋谷メリーココ）
- 朗読劇「まおゆう魔王勇者 人間宣言 〜名もなき少女が 魂の解放を叫ぶ〜」（2013年8月18日、オリンパスホール八王子） - 村人 役
- Still Alive「Dear my Future」（2015年2月14日 - 15日、川崎市アートセンター アルテリオ小劇場）[52]
- 声劇和楽団「もう一つの太郎物語」（2015年8月22日、紀尾井小ホール）
- アリスインプロジェクト「終わらない歌を少女はうたう[53]」（2017年9月13日 - 18日、新宿LIVE) - メインフレーム（ハルカ） 役
- ボブジャックシアター「ライナスの毛布[54]」（2018年12月18日 - 23日、ファンファーレ東新宿） - アトミ 役
- 舞台「暗転エピローグ」〜高校演劇プロジェクト〜[55]（2019年8月15日 - 18日、中目黒・キンケロシアター） - 島崎藤子 役
- 東京War:DS
  - -狂震の渋谷編-[56]（2023年4月19日 - 23日、新宿村LIVE）- ヤマト役
  - -黒と白のTRIGGER-[57]（2024年5月15日 - 19日、六行会ホール）- ヤマト役

### DVD
- 「美少女にプロレスしてもらいました♪」（2010年2月26日発売）

### 雑誌
- 『JAKEN』（2007年9月号・2008年9月号・2010年9月号・2012年4月号・5月号・12月号）
- 『週刊SPA!』どるばこ（2009年7月）
- 『アニメディア』（2010年5月号・2012年12月号）
- 『月刊ニュータイプ』（2010年5月号）
- 『BOMB』（2010年7月号）
- 『メガミマガジン』（2010年7月号）
- 『TVガイド』（2011年4月30-5月6日）
- 『月刊コミックガム』（2011年10月号）
- 『ダ・ヴィンチ』（2012年1月号）
- 『No Guarantee』（No.05）
- 『ダ・ヴィンチ（GAME DA VINCI）』（2012年7月号）
- 『声優アニメディア』（2013年8月号）

### 広告
- 成田学院（朝日新聞広告局 2008年4月）

### その他コンテンツ
- ボイスドラマ「ソロモンの詩篇」（2011年、ロア・エルドラド）[58]
- アプリ「genomirai7」（2012年、少女）
- 津山市中央消防署一日消防長（2012年11月8日）
- パチンコ「PA SUPER電役ナナシーSPECIAL」（2021年、エンリー）[59]
- 聴くanime『秒速探偵』[60]（2022年、花屋敷ユメ[61]）

## ディスコグラフィ

### 歌手参加楽曲
| 発売日         | 商品名             | 歌                       | 楽曲                  | 備考   |
| -------------- | ------------------ | ------------------------ | --------------------- | ------ |
| 2011年4月20日  | Chance             | CRESCENT                 | 「Chance」            |        |
| 2021年12月29日 | 夢幻パラレルコード | まだ見たことのないセカイ | 「Next Stage」        | [ 62 ] |
| 2021年12月29日 | 夢幻パラレルコード | まだ見たことのないセカイ | 「Seize your Moment」 | [ 62 ] |
| 2021年12月29日 | 夢幻パラレルコード | まだ見たことのないセカイ | 「ミライシグナル」    | [ 62 ] |

### キャラクターソング
| 発売日   | 商品名                                                           | 歌                                                                                             | 楽曲                                         | 備考                                                                  |
| 2014年   | 2014年                                                           | 2014年                                                                                         | 2014年                                       | 2014年                                                                |
| -------- | ---------------------------------------------------------------- | ---------------------------------------------------------------------------------------------- | -------------------------------------------- | --------------------------------------------------------------------- |
| 12月17日 | ユナイトライト                                                   | L.I.N.K.s                                                                                      | 「ユナイトライト」                           | ゲーム『アンジュ・ヴィエルジュ 〜第2風紀委員 ガールズバトル〜』主題歌 |
| 2015年   |                                                                  |                                                                                                |                                              |                                                                       |
| 2月25日  | あの森で待ってる                                                 | 百合城銀子（荒川美穂）、百合ヶ咲るる（生田善子）、椿輝紅羽（山根希美）                         | 「I MET A BEAR」                             | テレビアニメ『ユリ熊嵐』関連曲                                        |
| 3月25日  | TERRITORY                                                        | 百合城銀子（荒川美穂）、百合ヶ咲るる（生田善子）、椿輝紅羽（山根希美）                         | 「TERRITORY」                                | テレビアニメ『ユリ熊嵐』エンディングテーマ                            |
| 3月25日  | TERRITORY                                                        | 百合城銀子（荒川美穂）、百合ヶ咲るる（生田善子）、椿輝紅羽（山根希美）                         | 「断絶3」                                    | テレビアニメ『ユリ熊嵐』関連曲                                        |
| 8月21日  | アンジュ・ヴィエルジュ Drama&Songs「繋がる絆」                   | ルビー（生田善子）                                                                             | 「Memoria」                                  | ゲーム『アンジュ・ヴィエルジュ 〜第2風紀委員 ガールズバトル〜』関連曲 |
| 2016年   |                                                                  |                                                                                                |                                              |                                                                       |
| 8月10日  | Link with U                                                      | L.I.N.K.s                                                                                      | 「Link with U」                              | テレビアニメ『アンジュ・ヴィエルジュ』エンディングテーマ              |
| 8月10日  | Link with U                                                      | L.I.N.K.s                                                                                      | 「Every-buddy goes!」                        | テレビアニメ『アンジュ・ヴィエルジュ』関連曲                          |
| 8月12日  | 乙女全力☆マジsummer                                              | LOVE☆MAXガールズ                                                                               | 「乙女全力☆マジsummer」                      | ゲーム『ゴシックは魔法乙女〜さっさと契約しなさい!〜』関連曲           |
| 2017年   |                                                                  |                                                                                                |                                              |                                                                       |
| 4月29日  | 冥界城†マスカレード                                              | LOVE☆MAXガールズ 白組                                                                          | 「冥界城†マスカレード」                      | ゲーム『ゴシックは魔法乙女〜さっさと契約しなさい!〜』関連曲           |
| 12月16日 | I am JOKER」                                                     | LOVE☆MAX Queens                                                                                | 「I am JOKER」                               | ゲーム『ゴシックは魔法乙女〜さっさと契約しなさい!〜』関連曲           |
| 2019年   |                                                                  |                                                                                                |                                              |                                                                       |
| 8月19日  | Forever dance machine 〜踊リツヅケロ！〜                         | ファビュラスダークネス                                                                         | 「Forever dance machine 〜踊リツヅケロ！〜」 | ゲーム『ゴシックは魔法乙女〜さっさと契約しなさい!〜』関連曲           |
| 10月14日 | 違う明日へ                                                       | いちか（会沢紗弥）、にな（野口真緒）、さんちゃん（宮島小百合）、しー（生田善子）、ふぁい（楓） | 「違う明日へ」                               | 舞台『暗転エピローグ』テーマソング                                    |
| 12月25日 | メギド72 -sogs-                                                  | アスモデウス（生田善子）                                                                       | 「混沌より愛をこめて」                       | ゲーム『メギド72』関連曲                                              |
| 2021年   |                                                                  |                                                                                                |                                              |                                                                       |
| 2月24日  | ゴシックは魔法乙女 キャラクターソングCD ダチュラ「闇夜の楽園へ」 | ダチュラ（生田善子）                                                                           | 「闇夜の楽園へ」                             | ゲーム『ゴシックは魔法乙女〜さっさと契約しなさい!〜』関連曲           |
| 11月24日 | メギド72 -MUSIC COLLECTION-                                      | マルバス（生田善子）                                                                           | 「絶対無敵☆KAWAIIIIガール」                  | ゲーム『メギド72』関連曲                                              |

### 作詞
- いちか（会沢紗弥）、にな（野口真緒）、さんちゃん（宮島小百合）、しー（生田善子）、ふぁい（楓）「違う明日へ」

## 書籍

### 漫画原作
- 暗転エピローグ（2018年2月号 – 、KADOKAWA「電撃マオウ」）漫画：パイン、キャラクターデザイン：Tiv

### レビュー
- ダ・ヴィンチ電子ナビ
- ダ・ヴィンチ電子ナビ 読みたガール

### エッセイ
- 小学館文庫「メゾン・ド・ビューティーズ（水城せとな 著）」2巻 （巻末エッセイ）